# ボリス・チェプロフ
ボリス・ミハイロヴィチ・チェプロフ（ロシア語: Бори́с Миха́йлович Тепло́в, ラテン文字転写: Boris Mikhailovich Teplov、1896年10月21日（ユリウス暦10月9日）- 1965年9月28日）は、ソビエト連邦の心理学者。

## 生涯
トゥーラ出身。1914年、モスクワ大学歴史・文学部入学。また、第一次世界大戦に従軍。1919年、赤軍に参加。1921年、モスクワ大学卒業。同時に軍事偽装学校卒業。1921年から1933年にかけて軍事研究施設で偽装の研究に従事、心理学的素養を得る。1933年から1965年の間、心理学研究所の研究指導者として活動。1958年から1965年の間には、雑誌『心理学の諸問題』の主任編集者を務めた。ロシア共和国功労科学者の称号、ロシア教育科学アカデミー賞、ウシンスキー賞、労働赤旗勲章を受けた。

## 業績
当初はカモフラージュなど視覚、色覚、視知覚に於ける認知過程を研究。1930年代に入ると、研究の主な関心は人間の個人差に向けられ、自身のピアニストとしての技量を活かし、音楽家における心理研究を行い、「音楽的才能の心理学」で心理学に関する教育学博士の学位を得た。音楽性の基本的成分として音階感、聴覚表象能力、音楽的リズム感の3種の音楽的才能を取り出し、人の音楽性の質的独自性をこれらの才能の独自の組み合わせとして考察した。
のち、差異心理学の第一人者として、才能と天賦の能力の発達の一般理論の研究を行い、天賦の能力についての確定的著述を急いではならないとした。また才能の規定の過程で〈生得性〉の概念と〈遺伝性〉の概念の混同を避けるべきことを指摘した。音楽家における時間の間接的評価の正確性の研究などの個人差の諸問題を研究した。 
第二次世界大戦の時期には実践的思考の研究に携わった。1942年に「指揮官の知性」という論文を書き、1943年にその短縮版を『軍事思想』誌に発表した。ここでは、特殊才能ではなく、一定の実践的活動に必要とされる一般的な知的才能すなわち、理論的知性に対する実践的知性、知性の質が検討され、軍事史の資料等の文献資料の操作による研究を行った。
晩年の15年間は高次神経活動の類型的差異について研究した。高次神経過程の生得的な特性、すなわち神経過程の強さ、平衡、易動性に係る研究を主導した。神経系の種々の生得的特性をもった人々、つまり神経過程の強さや易動性が異なる人々は、学習や労働で、異なる作業の仕方で良い成果を挙げることができることを示した。受容器官の働きは主体の神経系形式の強弱に依存するとし、忍耐力と感受性の成因を対比した。

## 論文
- 「同時光覚の相互作用」（1935年）
- 「楽音の知覚」（1940年）
- 「能力と天賦の能力」（1941年）
- 「指揮官の知性と意志」（1945年）
- 「人間と動物の高次神経活動の共通の型研究の諸問題」（1956年）
- 「人間の高次神経活動の類型的特徴」（Ⅰ1956、Ⅱ1959、Ⅲ1963、Ⅳ1965、Ⅴ1967[注釈 3]）責任編集
- 「エヌ・エヌ・ランゲの心理学著作における中心的概念（生誕100年を記念して）」（1958年）
- 「マルクス主義に基づく心理学再建のためのカ・エヌ・コルニーロフの1923－1925年の闘争」（1960年）

## 著作
- 中学校用教科書『心理学』（1946年～1954年）[注釈 4]
- 『ソビエト心理科学の30年』（1947年）
- 『個人差の問題』（1961年）[注釈 5]